# Dohrniphora rostrata
Dohrniphora rostrata är en tvåvingeart som först beskrevs av Günther Enderlein 1912.  Dohrniphora rostrata ingår i släktet Dohrniphora och familjen puckelflugor. Inga underarter finns listade i Catalogue of Life.